# Bound for Glory (2019)
Bound for Glory 2019 fue la decimoquinta edición de Bound for Glory, un evento pago por visión de lucha libre profesional producido por Impact Wrestling. Tuvo lugar el 20 de octubre del 2019 en el Odeum Expo Center de Villa Park, Illinois. Este será el sexto y último evento pago por visión de IW en el 2019.
El evento contó con la presencia de los luchadores de Lucha Libre AAA Worldwide (AAA): Aero Star, Dr. Wagner Jr. y Taurus y de Pro Wrestling NOAH (NOAH): Naomichi Marufuji.

## Producción
En Slammiversary XVII, Impact Wrestling anunció la fecha de Bound for Glory, pero no anunció un lugar. El Odeum Expo Center fue anunciado como la ubicación.

## Resultados
En paréntesis se indica el tiempo de cada combate:
- Dark match: Madison Rayne derrotó a Shotzi Blackheart.
- Dark match: The Rascalz (Dezmond Xavier, Trey Miguel & Zachary Wentz) derrotaron a Aero Star, Rey Wagner y Taurus.
- Eddie Edwards ganó el Call Your Shot Gauntlet Match (29:30). 
  - Edwards eliminó finalmente a Mahabali Shera, ganando la lucha.
  - Como resultado, Edwards recibió una oportunidad por cualquier campeonato de su elección.
- Taya Valkyrie (con John E. Bravo) derrotó a  Tenille Dashwood y retuvo el Campeonato de Knockouts de Impact (11:50).
  - Valkyrie cubrió a Dashwood después de un «Road to Valhalla».
  - Durante la lucha, Bravo interfirió a favor de Valkyrie.
  - El Campeonato Reina de Reinas de AAA de Valkyrie no estuvo en juego.
- The North (Ethan Page & Josh Alexander) derrotaron a Rich Swann & Willie Mack y Rob Van Dam & Rhino y retuvieron el Campeonato Mundial en Parejas de Impact (14:20).
  - Page y Alexander cubrieron a Swann después de un «Double Neutralizer».
  - Durante la lucha, Van Dam atacó a Rhino, cambiando a heel.
- Michael Elgin derrotó a Naomichi Marufuji (18:05).
  - Elgin cubrió a Marufuji después de un «Burning Hammer».
- Ace Austin derrotó a Jake Crist (c), Acey Romero, Tessa Blanchard y Daga en un Ladder Match y ganó el Campeonato de la División X de Impact (17:40).
  - Austin ganó la lucha después de descolgar el campeonato.
  - Durante la lucha, Ohio Versus Everything (Dave Crist y Madman Fulton) interfirieron en contra de Blanchard.
- Moose (con Frank Trigg) derrotó a Ken Shamrock (10:35).
  - Moose cubrió a Shamrock después de un «Spear».
  - Durante la lucha, Trigg interfirió a favor de Moose.
- Brian Cage derrotó a Sami Callihan en un No Disqualification Match y retuvo el Campeonato Mundial de Impact (16:50).
  - Cage cubrió a Callihan después de un «Drill Claw» sobre tachuelas.

## Call Your Shot Gauntlet: entradas y eliminaciones

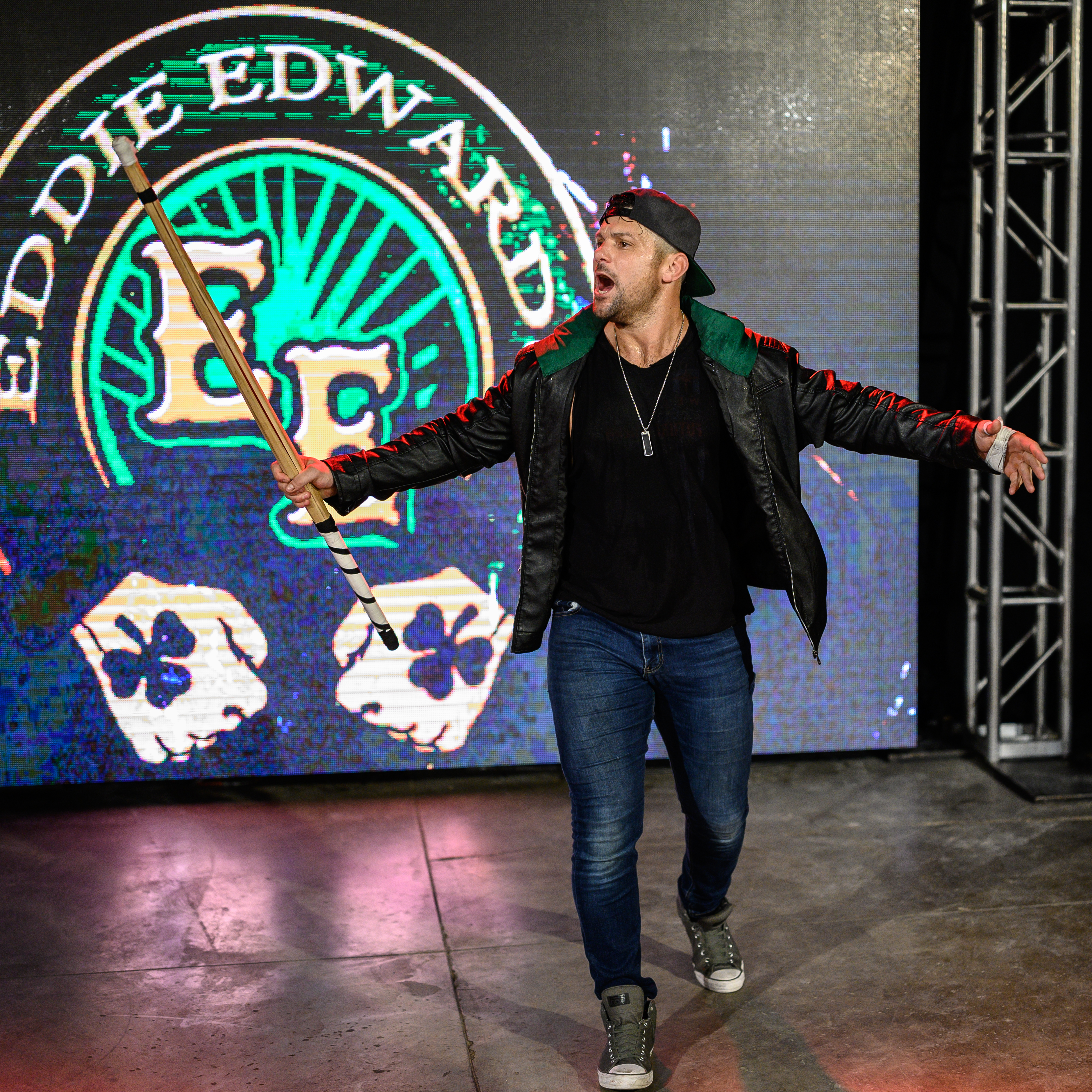
Eddie Edwards, primer ganador del Call Your Shot Gauntlet Match.

El color turquesa ██ indica las luchadoras de la división Knockouts, y gris ██ indica los luchadores que son agentes libres.
| N.º | Entrada           | Orden | Eliminado por | Tiempo | Eliminaciones |
| --- | ----------------- | ----- | ------------- | ------ | ------------- |
| 1   | Eddie Edwards     | —     | Ganador       | 29:30  | 3             |
| 2   | Adam Thornstowe   | 5     | Fulton        | 12:16  | 0             |
| 3   | Luster the Legend | 10    | Edwards       | 17:15  | 0             |
| 4   | Cousin Jake       | 2     | Ryan          | 05:09  | 0             |
| 5   | Rohit Raju        | 1     | Ryan          | 03:44  | 0             |
| 6   | Joey Ryan         | 6     | Fulton        | 06:14  | 2             |
| 7   | Jessicka Havok    | 4     | Fulton        | 03:00  | 0             |
| 8   | Rosemary          | 3     | Fulton        | 01:45  | 0             |
| 9   | Madman Fulton     | 18    | Edwards       | 16:19  | 7             |
| 10  | Cody Deaner       | 7     | Fulton        | 00:51  | 0             |
| 11  | Johnny Swinger    | 8     | Grace         | 00:24  | 0             |
| 12  | Jordynne Grace    | 15    | Shera         | 10:02  | 2             |
| 13  | Swoggle           | 13    | Fulton        | 07:11  | 0             |
| 14  | Kiera Hogan       | 9     | Grace         | 00:39  | 0             |
| 15  | Raj Singh         | 11    | Dreamer       | 03:04  | 0             |
| 16  | Tommy Dreamer     | 12    | Fulton        | 02:21  | 1             |
| 17  | Kylie Rae         | 14    | Shera         | 04:06  | 0             |
| 18  | Fallah Bahh       | 17    | Shera         | 03:57  | 0             |
| 19  | Sabu              | 16    | Shera         | 02:01  | 0             |
| 20  | Mahabali Shera    | 19    | Edwards       | 04:22  | 4             |